# Hyperion (StarCraft)
Hyperion, comandado por Jim Raynor es un crucero de batalla en el universo StarCraft.
En el universo StarCraft es un Crucero de Batalla Terran que primero era parte de la Confederación Terran, al estallar la rebelión dentro de sus colonias (Durante la evacuación de Chau Sara y Mar Sara) pasa a manos del líder de la rebelión, Arcturus Mengsk, al final y durante una revuelta dentro de su imperio queda en definitiva bajo el mando de Jim Raynor, el cual lo usa en una alianza con los Protoss contra los Zerg.
Hoy en día se sabe que Raynor aún comanda esta nave, y en Starcraft II es el lugar base de gran parte de las operaciones y misiones que Jim y sus rebeldes hacen.
- Datos: Q12176347